# Pseudione crenulata
Pseudione crenulata är en kräftdjursart som beskrevs av Georg Ossian Sars 1898. Pseudione crenulata ingår i släktet Pseudione och familjen Bopyridae. Arten är reproducerande i Sverige. Inga underarter finns listade i Catalogue of Life.